# ميخائيل كاشمان
ميخائيل كاشمان (بالإنجليزية: Michael Cashman)‏ هو سياسي وممثل بريطاني، ولد في 17 ديسمبر 1950 في لندن في المملكة المتحدة.

## وصلات خارجية
- الموقع الرسمي
- ميخائيل كاشمان على موقع IMDb (الإنجليزية)
- ميخائيل كاشمان على موقع ميوزك برينز (الإنجليزية)
- ميخائيل كاشمان على موقع قاعدة بيانات الفيلم (الإنجليزية)